# ويليام لافا
ويليام «بيل» لافا (بالإنجليزية: William Lava)‏ ولد وتوفي (18 مارس 1911 سانت باول- 20 فبراير 1971 لوس أنجلوس) كان ملحنا وموزعا موسيقيا عمل في كارتون لووني تونز وميري ميلوديز لمصلحة وارنر براذرز ابتداء من عام 1962، آخذا دور الراحل ميلت فرانكلين. موسيقى لافا مختلفة عن التي كان يعزفها ميلت فرانكلين وكارل ستالينغ التي كانت مستندة على ألحان رايموند سكوت. فكانت مائلة نحو اللامقامية atonality، شبيهة بالموسيقى في عروض هانا-باربيرا.
في كارتون تويتي ذا جيت كات، نصف موسيقى الكارتون عزفها ميلت فرانكلين، في حين أن النصف الآخر من عزف لافا، وهو أوضح مثال على الفرق بين الأسلوبين.
لم يعجب محبو الرسوم المتحركة بعمل لافا مقارنة بعمل زميليه السابقين. على كل، لافا وظف قبل أيام من حل فرقة الأوركسترا في وارنر براذرز، وبعد إغلاق استوديو الرسوم المتحركة وتعاقد وانر براذرز مع شركة ديباتي-فريلينغ في إنتاج الكارتون، ومع ميزانية ضئيلة وضعت للموسيقى، اضطر لافا للعمل مع فرقة موسيقية أصغر لتسجيل مقطوعاته.
إضافة إلى ذلك، عندما تعاقدت ديباتي-فريلينغ مع فورمات فيلمز لإنتاج أحد عشر عرضا من سلسلة وايل إي. كايوتي ورود رنر، وضعت ميزانية أصغر للموسيقى، فاضطر لافا للعمل على عرض واحد، بينما في العروض المتبقية، تم استخدام مقطوعات عامة لم تضبط حتى التوقيت مع الحركة.
لافا قام بعزف المقطوعات لعروض بينك بانتر والتي بلغ عددها 124 حلقة، كلها مستندة إلى الموسيقى الأصلية من هنري مانشيني ومضبوطة مع حركة الشخصية.
عزف لافا أيضا أعمالا أخرى مثل إف ترووب، وتوايلايت زون.

## روابط خارجية
- ويليام لافا على موقع IMDb (الإنجليزية)
- ويليام لافا على موقع ألو سيني (الفرنسية)
- ويليام لافا على موقع ميوزك برينز (الإنجليزية)
- ويليام لافا على موقع أول موفي (الإنجليزية)
- ويليام لافا على موقع قاعدة بيانات الأفلام السويدية (السويدية)
- ويليام لافا على موقع قاعدة بيانات الفيلم (الإنجليزية)
- ويليام لافا على موقع كينوبويسك (الروسية)